# Aglaochitra rex
Aglaochitra rex es una especie de arácnido del orden Pseudoscorpionida de la familia Syarinidae.

## Distribución geográfica
Se encuentra en California (Estados Unidos).